# Quargnento
Quargnento (piemontesisch Quargnent) ist eine Gemeinde in der italienischen Provinz Alessandria (AL), Region Piemont.

## Lage und Einwohner
Die Gemeinde Quargnento liegt rund 12 km westlich von der Provinzhauptstadt Alessandria auf einer Höhe von 121 m über dem Meeresspiegel. Das Gemeindegebiet umfasst eine Fläche von 36,2 km² und hat 1334 (Stand 31. Dezember 2023) Einwohner. 
Die Nachbargemeinden sind Alessandria, Castelletto Monferrato, Felizzano, Fubine, Lu e Cuccaro Monferrato, San Salvatore Monferrato und Solero.

### Verkehrsanbindung

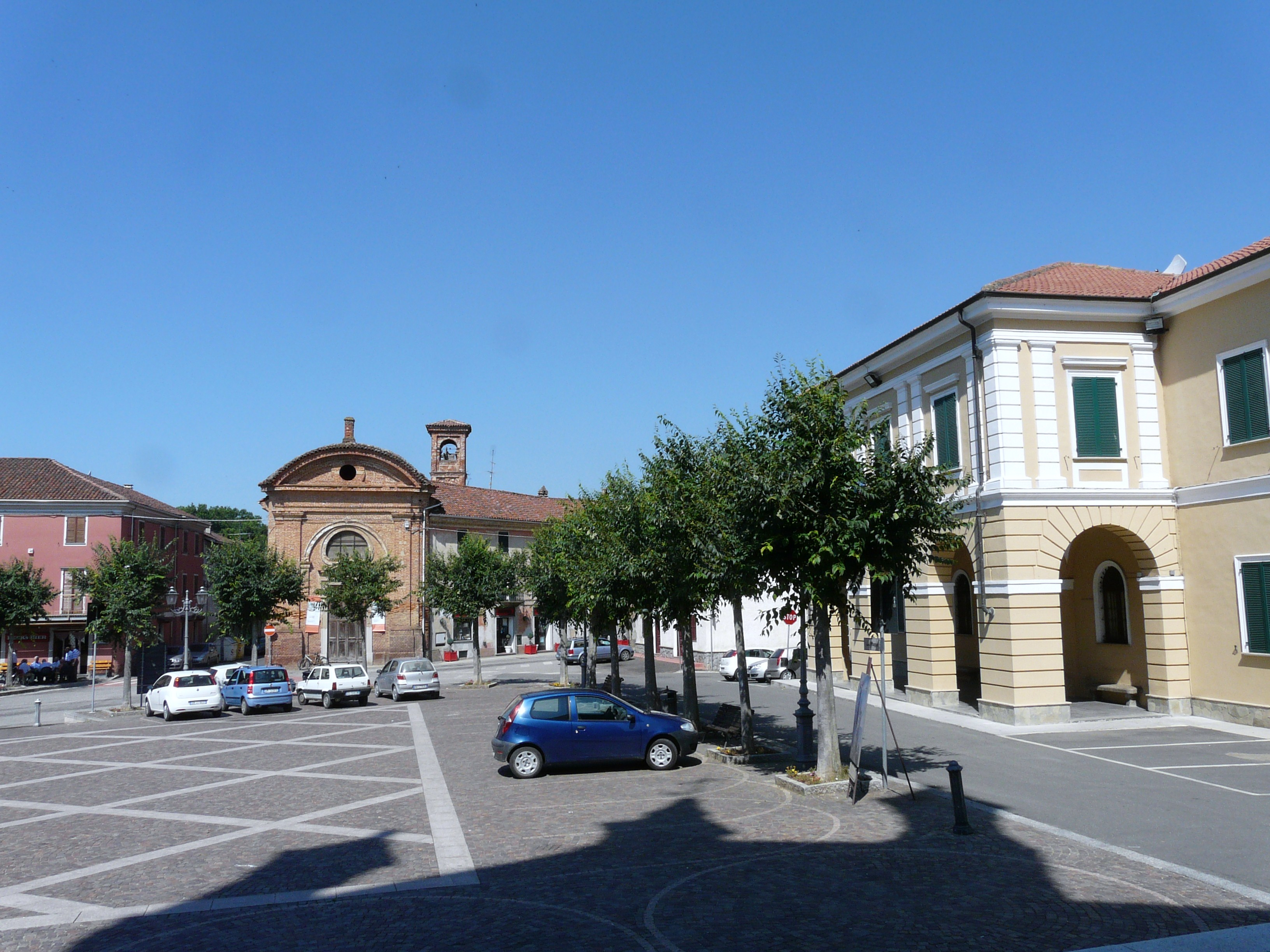
Platz des 1. Mai

Die Gemeinde liegt nahe dem Autobahnkreuz der Autostrada A21 und A26. In der knapp 4 km entfernten Nachbargemeinde Solero hat sie Bahnanschluss an die Bahnstrecke Turin–Genua.

## Geschichte

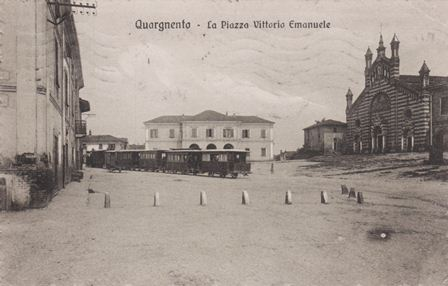
Die Strassenbahn in den 1900er Jahren

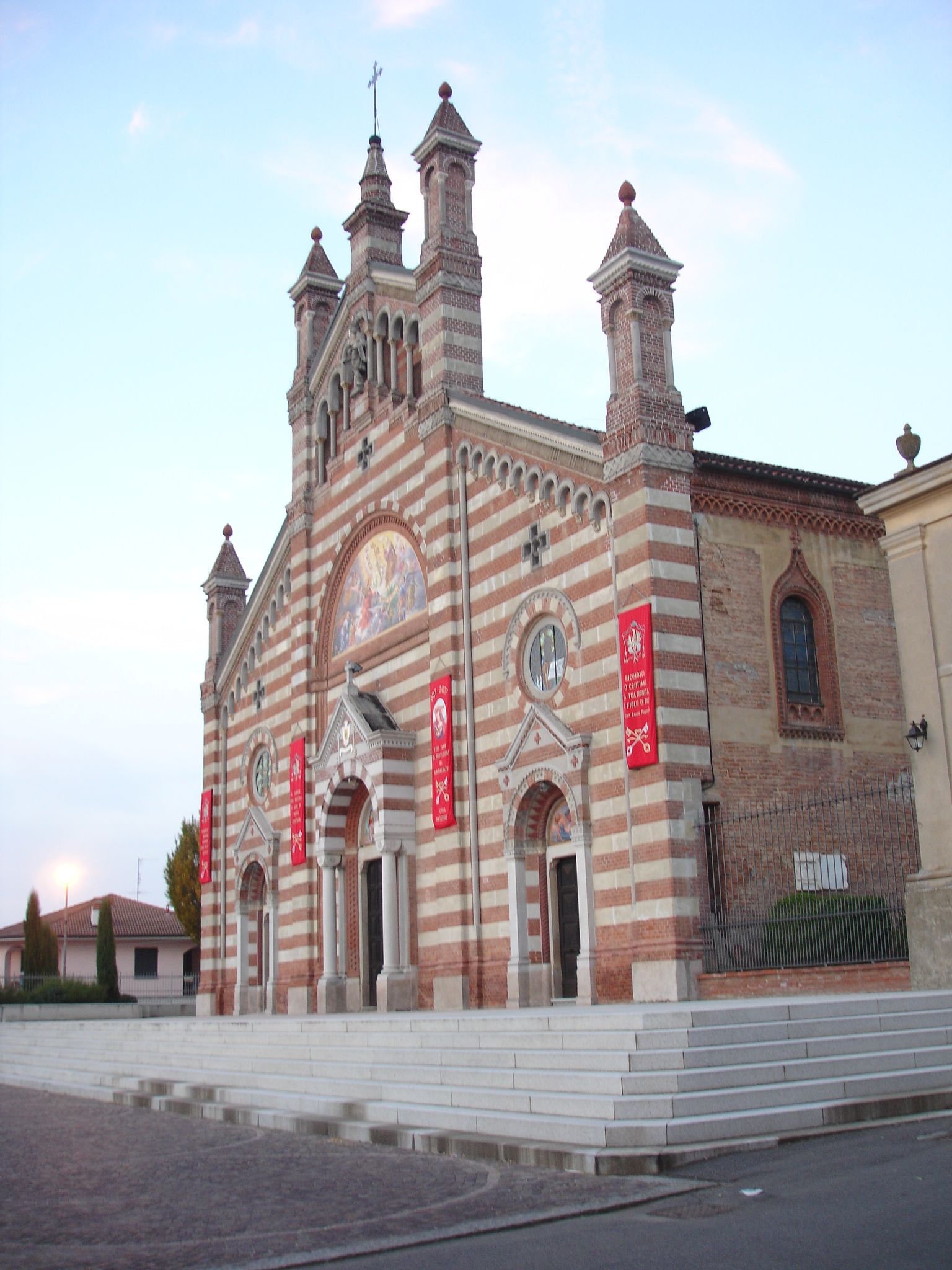
Basilica di San Dalmazio

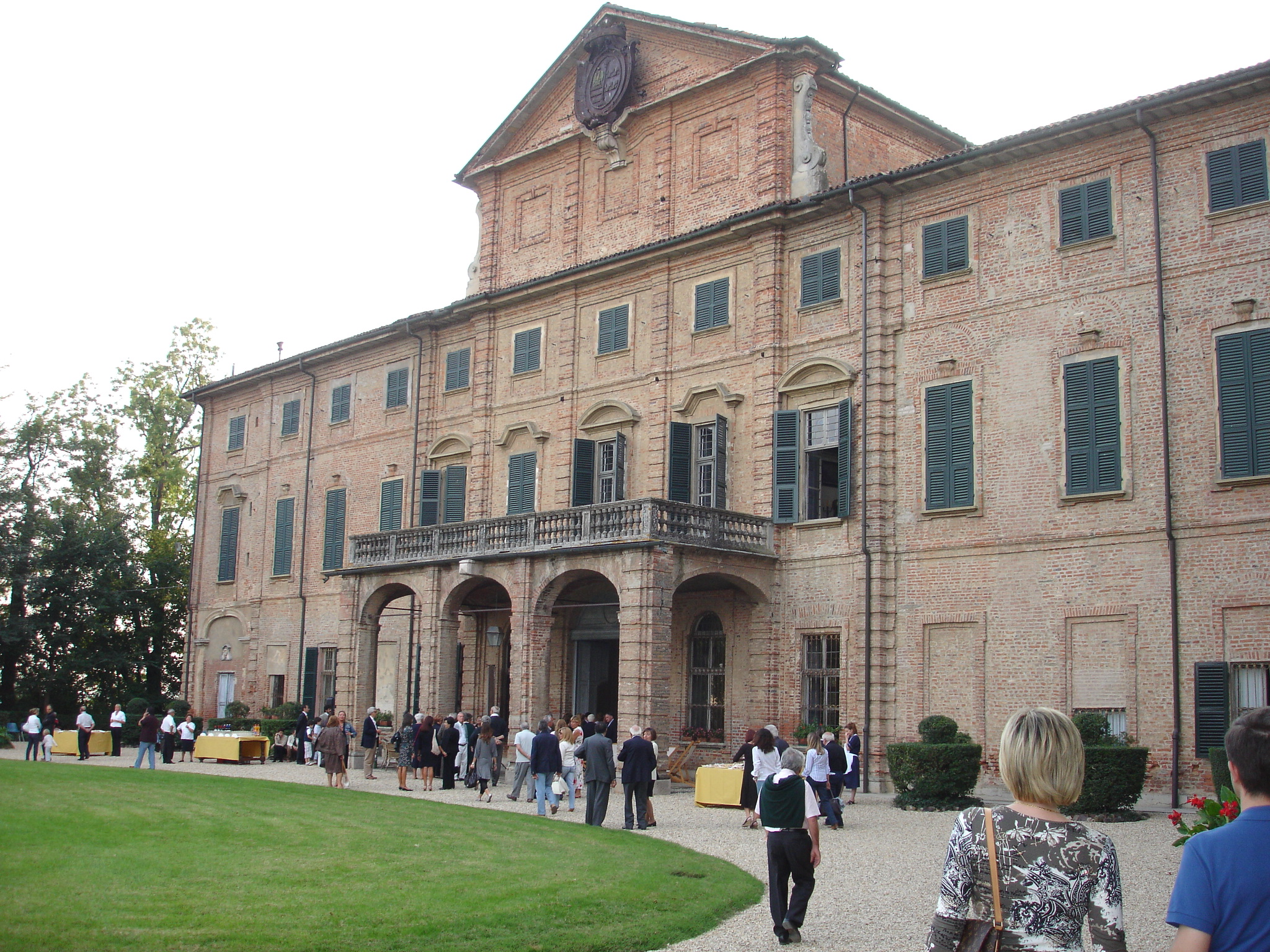
Villa Cuttica

Der Name leitet sich vom lateinischen Wort „quadraginta“ (vierzig) ab und bezeichnet die Meilen, die das Zentrum von Turin trennen. Sie wurde in der Römerzeit erbaut, wie zahlreiche Funde aus dieser Zeit auch belegen. Der Fund von Münzen und Inschriften belegt das Gründungsdatum 189 v. Chr.
Die Siedlung gehörte seit dem 9. Jahrhundert zum Bistum Asti. Nach der Zerstörung durch die Milizen von Friedrich Barbarossa begann die Siedlung im Jahr 1180 mit Alessandria zusammenzuarbeiten, um daraus eine Gemeinde zu machen. Im 12. Jahrhundert blühte die Stadt auf und genoss wichtige Privilegien. Zunächst durften vierzig Familien in die neue Gemeinde umziehen, doch etwa zwanzig Jahre später unterstellten sie sich alle der Gerichtsbarkeit. Anschließend schwor auch die örtliche Kirche dem Bischof von Alexandria die Treue. Ab 1467 wurden bald die Viscontis und dann die Sforzas die Herren über Quargnento. Letzterer verlieh es der Familie Teleutini aus Bereguardo.
Im 18. Jahrhundert ging es an die Savoyer und als Lehen an die Cuttica, Markgrafen von Cassine, über. 
Zwischen 1883 und 1935 hatte Quargnento eine Haltestelle an der 19,508 km langen Straßenbahnverbindung von Alessandria nach Altavilla.
In der Nacht vom 4. auf den 5. November 2019 wurde ein Bauernhof in Quargnento vorsätzlich in Brand gesteckt. Der Besitzer hatte, zusammen mit seiner Frau, sieben Gasflaschen installiert und wollte die Versicherung betrügen. Jedoch ging eine Sprengladung zu früh los und die Feuerwehr kam zum Löschen. Eine Stunde später, bei den Löscharbeiten gingen die restlichen Zünder hoch und tötete drei Feuerwehrmänner. Der Prozess endete im Juni 2022, als das Berufungsgericht von Turin den Hofsbesitzer Giovanni Vincenti zu 27 Jahren und seine Frau Antonella Patrucco zu 26 Jahren und 11 Monaten Gefängnis verurteilte.

## Sehenswürdigkeiten
- Die Pfarrkirche San Dalmazio, die im frühen Mittelalter auf einem Diana-Tempel errichtet wurde. Im Jahr 1270, nach der Zerstörung durch Friedrich Barbarossa, im spätromanischen Stil wieder aufgebaut, von dem die Apsis, der Sockel des Glockenturms und das Mittelschiff erhalten geblieben sind. 1560 wurde sie erweitert. Im Inneren ist ein Polyptychon aus Terrakotta aus dem 15. Jahrhundert von Francesco Filiberti aus Alessandria und ein Polyptychon aus dem 16. Jahrhundert von Gandolfino da Roreto erhalten geblieben. Sie ist die einzige Basilika der Diözese Alessandria, die dem Heiligen Dalmatius gewidmet ist und in der sein Leichnam aufbewahrt wird. Im Februar 1992 erhob Papst Johannes Paul II. sie zur Basilika Minor.
- Die 1763 erbaute Villa Cuttica. Die architektonischen Merkmale sind einfach und streng, durchdrungen von einer Art Klassizismus.[6]

## Söhne und Töchter der Stadt
- Carlo Carrà (Quargnento, *1881 – Mailand, †1966), war ein italienischer Maler und Kunstschriftsteller.
- Giulio Benzi (Quargnento, *1907 – Robilante, †1955), war ein italienischer Maler, der Anfang der 1930er Jahre zahlreiche künstlerische Ausbildungsreisen durch Europa unternahm.
- Maria Teresa Torti (Quargnento, *1951 – Genua, †2001), war eine italienische Soziologin.

## Partnergemeinde
- Coubon

## Kulinarische Spezialitäten
Bei Quargnento werden Reben der Sorte Barbera zur Erzeugung des Barbera del Monferrato angebaut.